# Tríptico de San Juvenal
El Tríptico de San Juvenal o Retablo de Cascia es una pintura atribuida al pintor renacentista italiano Masaccio, 1422. Está en el Museo Masaccio, adjunto a la iglesia románica del S XII de San Pedro, en la localidad de Cascia, dentro de la comuna de Reggello, en el Valdarno superior, cerca de Florencia.
Es probablemente la primera obra original de Masaccio. Era una obra desconocida de Masaccio, no mencionada por su biógrafo Giorgio Vasari, que fue descubierta en (1961), en un lamentable estado de conservación. Fue encargado por la familia florentina de los Castellani para la Basílica de San Lorenzo, y más tarde fue trasladada a la minúscula iglesia de San Giovenale, próxima a Cascia, donde permaneció por 539 años.
La pintura se compone de tres tablas: la central representa a la Virgen entronizada con el Niño, flanqueados por dos ángeles. El Niño está comiendo uvas, como un símbolo de la Eucaristía. En los paneles laterales aparecen sendas parejas de santos: San Bartolomé y San Blas en el de la izquierda, y San Juvenal y San Antonio Abad en el de la derecha. Estas tablas laterales muestran una marcada influencia de los modelos del siglo XIV, mientras que la compleja perspectiva del panel central sería algo bastante nuevo para la época. En su introducción a la solidez tridimensional la pintura puede considerarse revolucionaria para la época.
Está datada al pie en letras humanistas modernas, la primera obra en Europa no inscrita en caracteres góticos: ANNO DOMINI MCCCCXXII A DI VENTITRE D’AP[RILE] (23 de abril de 1422). 
La composición está construida de acuerdo con las leyes de la perspectiva: las líneas de fuga del pavimento de los tres paneles convergen en un punto de fuga central, en la cabeza de la virgen.